# Czaszówka drobna

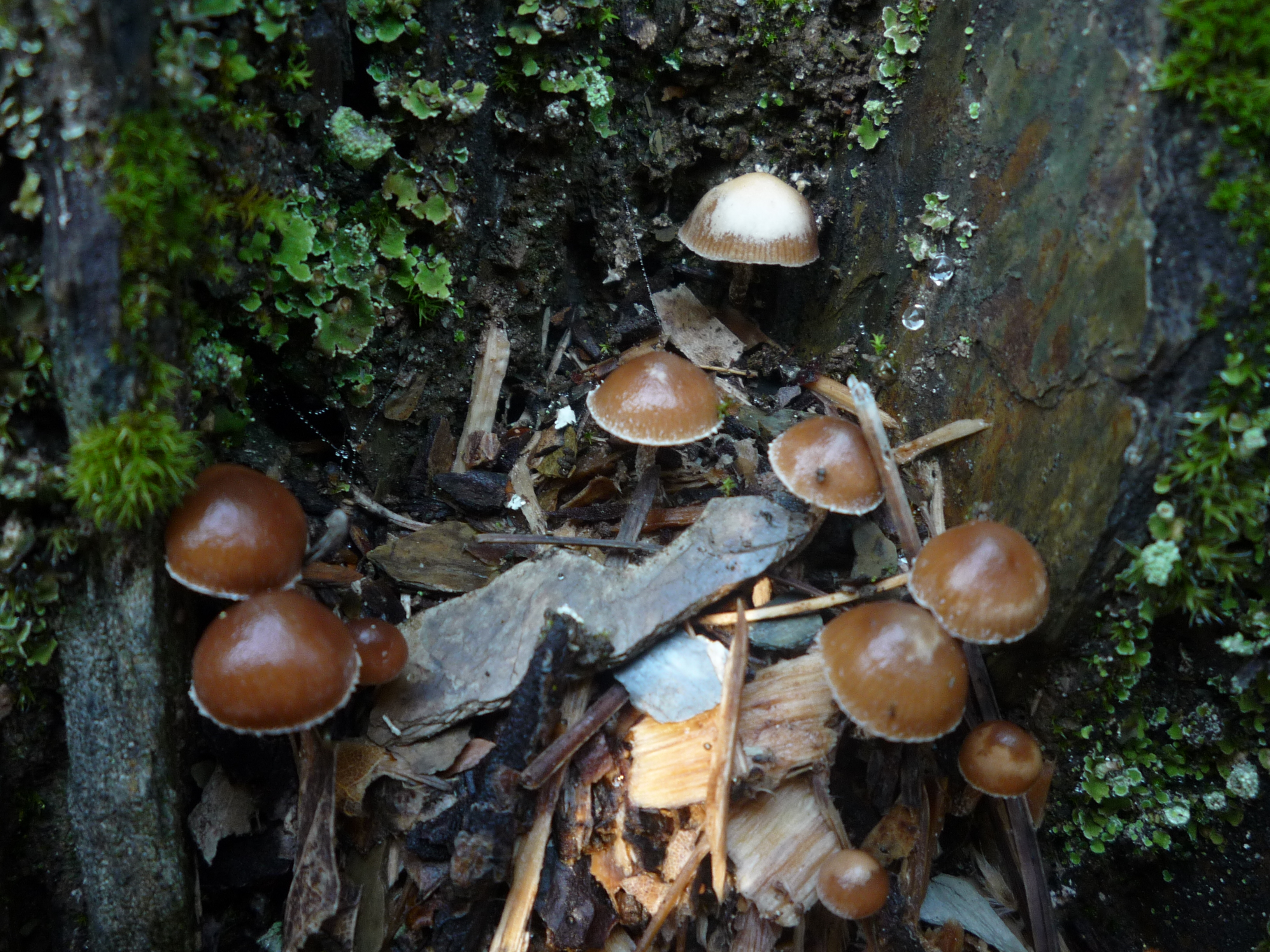

Czaszówka drobna, łysiczka drobna (Deconica crobula (Fr.) Romagn.) – gatunek grzybów należący do rodziny pierścieniakowatych (Strophariaceae).

## Systematyka i nazewnictwo
Pozycja w klasyfikacji według Index Fungorum: Deconica, Strophariaceae, Agaricales, Agaricomycetidae, Agaricomycetes, Agaricomycotina, Basidiomycota, Fungi.
Po raz pierwszy takson ten zdiagnozował w 1838 r. Elias Fries nadając mu nazwę Agaricus crobulus. Obecną, uznaną przez Index Fungorum nazwę nadał mu Henri Charles Louis Romagnesi w 1937 r.
Synonimy:
- Agaricus crobulus Fr. 1838
- Geophila crobula (Fr.) Kühner & Romagn. 1953
- Hylophila crobula (Fr.) Quél. 1886
- Naucoria crobula (Fr.) Henn 1898
- Psilocybe crobula (Fr.) Singer 1962
- Psilocybe inquilina var. crobula (Fr.) Høil. 1978
- Tubaria crobula (Fr.) P. Karst. 1879

Nazwę polską łysiczka drobna zaproponował Władysław Wojewoda w 2003 r. dla synonimu Psilocybe crobula. Po przeniesieniu do rodzaju Deconica nazwa polska stała się niespójna z nazwą naukową. W 2025 r. Komisja ds. Polskiego Nazewnictwa Grzybów Polskiego Towarzystwa Mykologicznego zarekomendowała nazwę czaszówka drobna.

## Morfologia
Kapelusz
Średnica 0,8–2 cm, początkowo półkulisty, potem płaskołukowaty. Powierzchnia gładka, z białymi pozostałościami osłony, które zwieszają się również z brzegu. Jest higrofaniczny; w stanie wilgotnym umbrowo-brązowy, tabakowo-brązowy lub czerwonobrązowy, w stanie wilgotnym ochrowy, lepki i śliski.
Blaszki
Przyrośnięte, o szerokości do 4 mm, początkowo kremowe, potem rdzawobrązowe.
Trzon
Wysokość 2–4 cm, grubość 1,5–3 mm, cylindryczny. Powierzchnia rdzawobrązowa, pokryta białymi łuseczkami z zanikającym pierścieniem.
Miąższ
Cienki, ochrowo brązowy, bez wyraźnego zapachu i smaku.
Cechy mikroskopowe
Zarodniki nieco elipsoidalne, cienkościenne, w wysypie brązowe, 6–8 × 3,5–5 µm. Pleurocystyd brak. Cheilocystydy butelkowate, 25–45 µm.
Gatunki podobne
Stożkówka zimowo-jesienna (Conocybe appendiculata), ale nie ma resztek osłony na kapeluszu, a jej trzon jest białawo ochrowy, ponadto występuje na próchnicy, również w lasach iglastych.

## Występowanie
Znane jest jej występowanie w Ameryce Północnej i Europie. Władysław Wojewoda w 2003 r. podał w Polsce liczne stanowiska z uwagą, że rozprzestrzenienie i stopień zagrożenia nie są znane.
Grzyb saprotroficzny. Występuje w lasach liściastych na powalonych, martwych drzewach, gnijących łodygach traw, i liściach paproci, na resztkach drzewnych. Preferuje miejsca wilgotne i zacienione. Owocniki zazwyczaj od czerwca do października.